# Alm-Glasschnecke
Die Alm-Glasschnecke (Eucobresia nivalis) ist eine „Halbnacktschnecke“ aus der Familie der Glasschnecken (Vitrinidae), die zu den Landlungenschnecken (Stylommatophora) gerechnet wird. Die Tiere können sich nicht mehr ganz in das kleine Gehäuse zurückziehen.

## Merkmale
Das rechtsgewundene Gehäuse ist ohrförmig mit niedrigem Gewinde; das Tier kann sich aber nicht mehr vollständig in das Gehäuse zurückziehen. Es hat bis knapp 2,5 Windungen, die sich langsam erweitern; die letzte Windung ist stark aufgebläht. Das Gehäuse ist im Habitus kompakter Es erreicht einen Durchmesser von 4 bis 6 mm sowie eine Höhe von 3 bis 4,5 mm. Die letzte Windung nimmt etwas mehr als die Hälfte des Durchmessers des Gehäuses ein. Die Windungen sind oben etwas gewölbt, die Naht ist deutlich. Der Hautsaum der sich am unteren Mündungsrand nimmt etwa ein Viertel der letzten Windung ein. Die Mündung ist in der Aufsicht eiförmig. Die Mündungsfläche steht sehr schräg zur Windungsachse der Windungen. Der Mündungsrand ist gerade und zugespitzt. In Dorsalansicht biegt sich der obere Mündungsrand sattelartig vor. Es ist kein Nabel vorhanden.
Die Schale ist sehr dünn und zerbrechlich. Die Oberfläche ist hoch glänzend. Es sind lediglich sehr feine Anwachsstreifen vorhanden.
Der Weichkörper ist grau bis dunkelgrau-marmoriert. Der Mantellappen ist relativ klein und überdeckt nicht den Apex des Gehäuses. Ausgestreckt bzw. kriechend wird das Tier bis 14 mm lang. Der zwittrige Geschlechtsapparat ist sehr kompakt. Im männlichen Trakt des Geschlechtsapparates ist der Samenleiter (Vas deferens) sehr kurz. Auch der Penis ist sehr kurz und dick. Er ist fast vollständig von einer Gewebehülle umschlossen. Der Samenleiter verläuft unter dieser Hülle und mündet subapikal in den Penis. Direkt apikal setzt der Penisretraktormuskel an. Im weiblichen Teil sind freier Eileiter (Ovidukt) und Vagina sehr kurz. Die Spermathek besitzt einen sehr kurzen, aber dicken Stiel. Die Blase ist länglich-eiförmig oder länglich-elliptisch und proportional sehr groß. Sie legt sich an den unteren Eisamenleiter (Spermovidukt) an. Vagina und Penis münden in ein vergleichsweise sehr langes Atrium.

## Ähnliche Arten
Das Gehäuse ist kleiner als das der Ohrförmigen Glasschnecke (Eucobresia diaphana). Der Hautsaum ist schmaler und auch der Mantellappen ist kleiner; er überdeckt meist nicht den Apex des Gehäuses. Die Mündung ist etwas höher. Im Geschlechtsapparat ist der Penis viel kürzer, ebenso Eileiter und Vagina, dafür ist das Atrium aber länger.

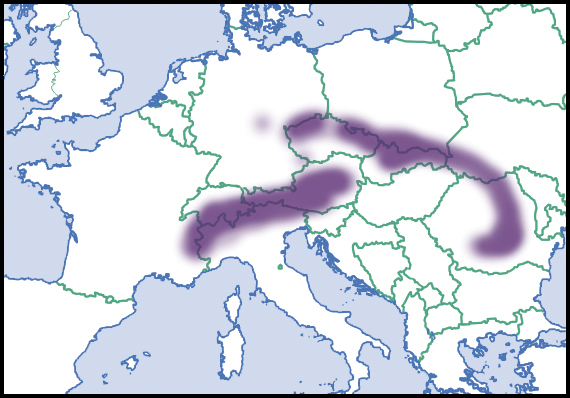
Verbreitung in Europa (nach Welter-Schultes, 2012)

## Geographische Verbreitung und Lebensraum
Die Art lebt hauptsächlich in den höheren Regionen der Alpen (Ostfrankreich, Schweiz, Österreich und Norditalien) und Karpaten (Slowakei, Südpolen, Westukraine, Rumänien) vor. In Deutschland kommt sie in den Bayerischen Alpen und auch in höheren Lagen von Elbsandsteingebirge und Thüringer Wald vor. In Polen und Tschechien wurde sie in den Sudeten gefunden. In den Alpen wird sie hauptsächlich zwischen 2000 und 2500 m über Meereshöhe, im Kanton Wallis sogar bis 3100 m über Meereshöhe gefunden.
Die Tiere leben an versumpften Arealen auf Almen und Bergwäldern, am häufigsten auf feuchten, steinbedeckten Hängen, oft sogar am Rande von Schneefeldern oberhalb der Baumgrenze.

## Lebensweise
Die Tiere sind sehr beweglich; sie können sich 12 bis 14 mm/s recht schnell bewegen. In Polen legen die Tiere im Herbst die Eier ab und sterben. Die Eier überwintern und im Frühjahr schlüpfen die Jungtiere. Die Art hat vermutlich einen zweijährigen Zyklus. Möglicherweise leben die Tiere „wie es das Wetter erlaubt“.

## Taxonomie
Das Taxon wurde 1854 von François Dumont und Gabriel Mortillet in ihrer umfassenden Arbeit Histoire des mollusques terrestres et d'eau douce vivants et fossiles de la Savoie et du Bassin du Léman in der ursprünglichen Kombination Vitrina nivalis aufgestellt. Es ist allgemein anerkannt und wird zur Gattung Eucobresia Baker, 1929 gestellt.

## Gefährdung
Nach IUCN liegen nur ungenügende Daten vor, um die Bestandssituation zu bewerten. Der Trend ist jedoch eine Abnahme der Populationen. In Bayern gilt die Art als gefährdet. Deutschlandweit wird sie unter der Rubrik„Extrem selten“geführt, ebenso in der Roten Liste der Mollusken Sachsens.